# خلية وقود قلوية

مخطط خلية وقود قلوية:
1. هيدروجين
2. تدفق الإلكترونات
3. الحِمْل
4. أكسجين
5. المهبط
6. كهرل
7. مصعد
8. ماء
9. أيونات الهيدروكسيد

خلية الوقود القلوية  هي صنف من أصناف خلايا الوقود، والتي تعتمد على استهلاك وقود من الأكسجين والهيدروجين، والناتج هو الماء، بالإضافة إلى الحصول على الحرارة والكهرباء. تعد هذه الخلية من أكثر خلايا الوقود كفاءة؛ وطورت لأول مرة في ستينات القرن العشرين، واستخدمتها وكالة ناسا في برنامج مكوك الفضاء.

## التفاعلات
تنتج خلية الوقود القلوية الطاقة عبر تفاعل أكسدة واختزال بين الأكسجين والهيدروجين.
على المصعد يتأكسد الهيدروجين وفق التفاعل:
{\displaystyle \mathrm {H} _{2}+\mathrm {2OH} ^{-}\longrightarrow \mathrm {2H} _{2}\mathrm {O} +\mathrm {2e} ^{-}}
منتجاً الماء ومحرراً الإلكترونات، التي تتدفق عبر دارة كهربائية خارجية، لتصل إلى مهبط، حيث يختزل الأكسجين وفق التفاعل: 
{\displaystyle \mathrm {O} _{2}+\mathrm {2H} _{2}\mathrm {O} +\mathrm {4e} ^{-}\longrightarrow \mathrm {4OH} ^{-}}
منتجاً أيونات الهيدروكسيد.
يكون التفاعل الإجمالي هو تفاعل تشكل الماء:
{\displaystyle \mathrm {2\ H_{2}+O_{2}\to 2\ H_{2}O} }

## الهوامش
1. ↑  alkaline fuel cell (AFC)